# Hornick (Iowa)
Pour les articles homonymes, voir Hornick.
Hornick est une ville, du comté de Woodbury en Iowa, aux États-Unis. Elle est incorporée le 23 juin 1896.

## Source de la traduction
- (en) Cet article est partiellement ou en totalité issu de l’article de Wikipédia en anglais intitulé « Hornick, Iowa » (voir la liste des auteurs).